# 秋本理央
秋本 理央（あきもと りお、1965年8月7日 - ）は、日本の元歌手、女優。旧芸名、橋本 清美。本名、平野 清美（旧姓、橋本）。埼玉県熊谷市出身。元ホリプロ所属。夫は元プロ野球選手で指導者、評論家の平野謙、息子は俳優の平野潤也。

## 略歴
- 高校1年生の時に姉の薦めでホリプロタレントスカウトキャラバンに出場、関東地区代表となる[1]。受賞は逃したが、ホリプロにスカウトされ所属が決定[2]。埼玉県立行田女子高等学校に在学していた[1]が、芸能界デビューのため堀越高等学校へ転校[1]。
- 1982年 - 1984年、本名の橋本清美でNHK『レッツゴーヤング』にサンデーズの一員として出演。以後、女優としていくつかのテレビドラマに出演。
- 1985年、オリジナル・ビデオ・アニメ『幻夢戦記レダ』の主題歌「風とブーケのセレナーデ」でアイドル歌手としてデビュー。この時に芸名を秋本理央に変更。
- 1986年、日本テレビ系『剛Q超児イッキマン』の桃江星子役で声優としてもデビュー。
- 東海テレビの中日ドラゴンズ応援番組『ヒロミツのスーパードラゴンズ』のアシスタント時代に平野謙（当時中日所属）と出会い、結婚して引退。結婚時秋本は妊娠しており、夫が西武に移籍した際に生まれたのが長男・潤也である。
- 姉と弟が居る[2]。中学生時代はバレーボールの選手だった[4]。

## ディスコグラフィ

### シングル
- 全てキングレコードからリリース。

| # | 発売日         | A/B面 | タイトル               | 作詞       | 作曲       | 編曲     | 規格品番   |
| - | -------------- | ----- | ---------------------- | ---------- | ---------- | -------- | ---------- |
| 1 | 1985年 1月21日 | A面   | 風とブーケのセレナーデ | 岩里祐穂   | 馬飼野康二 | 鷺巣詩郎 | K07S-671   |
| 1 | 1985年 1月21日 | B面   | 一人ぼっちのドリーマー | 佐藤ありす | 馬飼野康二 | 鷺巣詩郎 | K07S-671   |
| 2 | 1985年 12月5日 | A面   | 夢の迷路               | 松宮恭子   | 松宮恭子   | 鷺巣詩郎 | K07S-10069 |
| 2 | 1985年 12月5日 | B面   | ファンタジアがきこえる | 岩里祐穂   | 馬飼野康二 | 鷺巣詩郎 | K07S-10069 |
| 3 | 1986年 6月21日 | A面   | ときめきセブンティーン | 竜真知子   | 国安わたる | 林有三   | K07S-10102 |
| 3 | 1986年 6月21日 | B面   | 夏の予感               | 森浩美     | 瀬井広明   | 林有三   | K07S-10102 |

### 参加作品
- 幻夢戦記レダ 音楽集（1985年3月5日、K25G-7238）
  - 収録曲：「風とブーケのセレナーデ」「行方不明のハートたち」「一人ぼっちのドリーマー」。
- 幻夢戦記レダII イメージ・アルバム（1986年1月21日、K28G-7287）
  - 収録曲：「夢の迷路」「星空のファンタジー」「未来になりたい」「ファンタジアがきこえる」。

その他の楽曲
- 「5年の科学」と「6年の科学」（学習研究社）に掲載された「LS愛ちゃん」オリジナルテーマ曲『恋のドキドキパーティ（LS愛ちゃんのテーマ）』カップリング曲は『お願いスタンプ仮面』（1986年）が読者サービス企画としてカセットテープでのみ音源化、販売されている。

### タイアップ曲
| 年     | 楽曲                   | タイアップ                                    |
| ------ | ---------------------- | --------------------------------------------- |
| 1985年 | 風とブーケのセレナーデ | OVA「幻夢戦記レダ」主題歌                     |
| 1985年 | 一人ぼっちのドリーマー | OVA「幻夢戦記レダ」挿入歌                     |
| 1985年 | 行方不明のハートたち   | OVA「幻夢戦記レダ」挿入歌                     |
| 1985年 | 夢の迷路               | 「幻夢戦記レダII」イメージソング              |
| 1985年 | ファンタジアがきこえる | 「幻夢戦記レダII」イメージソング              |
| 1986年 | 星空のファンタジー     | 「幻夢戦記レダII」イメージソング              |
| 1986年 | 未来になりたい         | 「幻夢戦記レダII」イメージソング              |
| 1986年 | ときめきセブンティーン | 日本テレビ系アニメ「剛Q超児イッキマン」挿入歌 |
| 1986年 | 夏の予感               | 日本テレビ系アニメ「剛Q超児イッキマン」挿入歌 |

## 出演

### テレビ

#### 橋本清美名義
- レッツゴーヤング（1982年 - 1984年、NHK総合）
- 高校聖夫婦（1983年、TBS） - 秋葉百合 役
- 不良少女とよばれて（1984年、TBS）
- 転校少女Y（1984年、TBS） - 田中百合子 役

#### 秋本理央名義
- 気分は名探偵 第18話「17才の花嫁」（1985年、日本テレビ）
- 月曜ドラマランド「ピンクのラブソング」（1986年1月27日、フジテレビ） -　主演
- ヒロミツのスーパードラゴンズ（東海テレビ） - この番組で知り合った夫と結婚
- 欽ドン（フジテレビ）
- 剛Q超児イッキマン（1986年、日本テレビ） - 桃江星子 役[5]